# Aun Schan Su Ťij
Aun Schan Su Ťij (barmsky အောင်ဆန်းစုကြည်, v anglické transkripci Aung San Suu Kyi; * 19. června 1945 Rangún) je politička a generální tajemnice strany Národní liga pro demokracii v Myanmaru (Barma). Od března 2016 byla myanmarskou ministryní zahraničí a od dubna téhož roku speciální státní kancléřkou (de facto premiérkou) a prezidentskou mluvčí. Ve všech funkcích skončila 1. února 2021 po státním převratu.
V roce 1990 obdržela Sacharovovu cenu za svobodu myšlení, v roce 1991 na návrh Václava Havla Nobelovu cenu míru.
Je dcerou generála Aun Schana, zakladatele Komunistické strany Barmy, který v roce 1947 vyjednal nezávislost Barmy na Spojeném království a v témže roce byl zavražděn svými konkurenty.

## Životopis
Aun Schan Su Ťij vystudovala na Oxfordské univerzitě v Anglii, kde potkala svého budoucího manžela, se kterým má dvě děti. Do Barmy se vrátila v roce 1988, aby se starala o svoji nemocnou matku.
Ve stejném roce odstoupil dlouholetý vůdce vládnoucí socialistické strany, generál Ne Win, což vedlo k masovým demonstracím za demokratizaci. Demonstrace označované jako Povstání 8888 byly násilně potlačeny a nová vojenská junta převzala moc. Aun Schan Su Ťij, silně ovlivněná Gándhího filozofií nenásilí, vstoupila do politiky, aby pomohla demokratizaci. Vládnoucí vojenská junta ji ale v roce 1989 zavřela do domácího vězení. Byla jí nabídnuta svoboda, pokud odejde ze země, což ale Aun Schan Su Ťij odmítla.
Vojenská junta v roce 1990 vyhlásila všeobecné volby, které strana Národní liga pro demokracii vedená Aun Schan Su Ťij přesvědčivě vyhrála. Výsledky ale junta prohlásila za neplatné a odmítla jí předat moc. To vedlo k mezinárodnímu odsouzení junty a (částečně i) k udělení Nobelovy ceny míru Aun Schan Su Ťij v následujícím roce. Finanční cenu v hodnotě 1,3 miliónu amerických dolarů Aun Schan Su Ťij použila k založení zdravotní a vzdělávací nadace pro lid Barmy. V roce 1990 byla Aun Schan Su Ťij Evropským parlamentem udělena Sacharovova cena za svobodu myšlení.

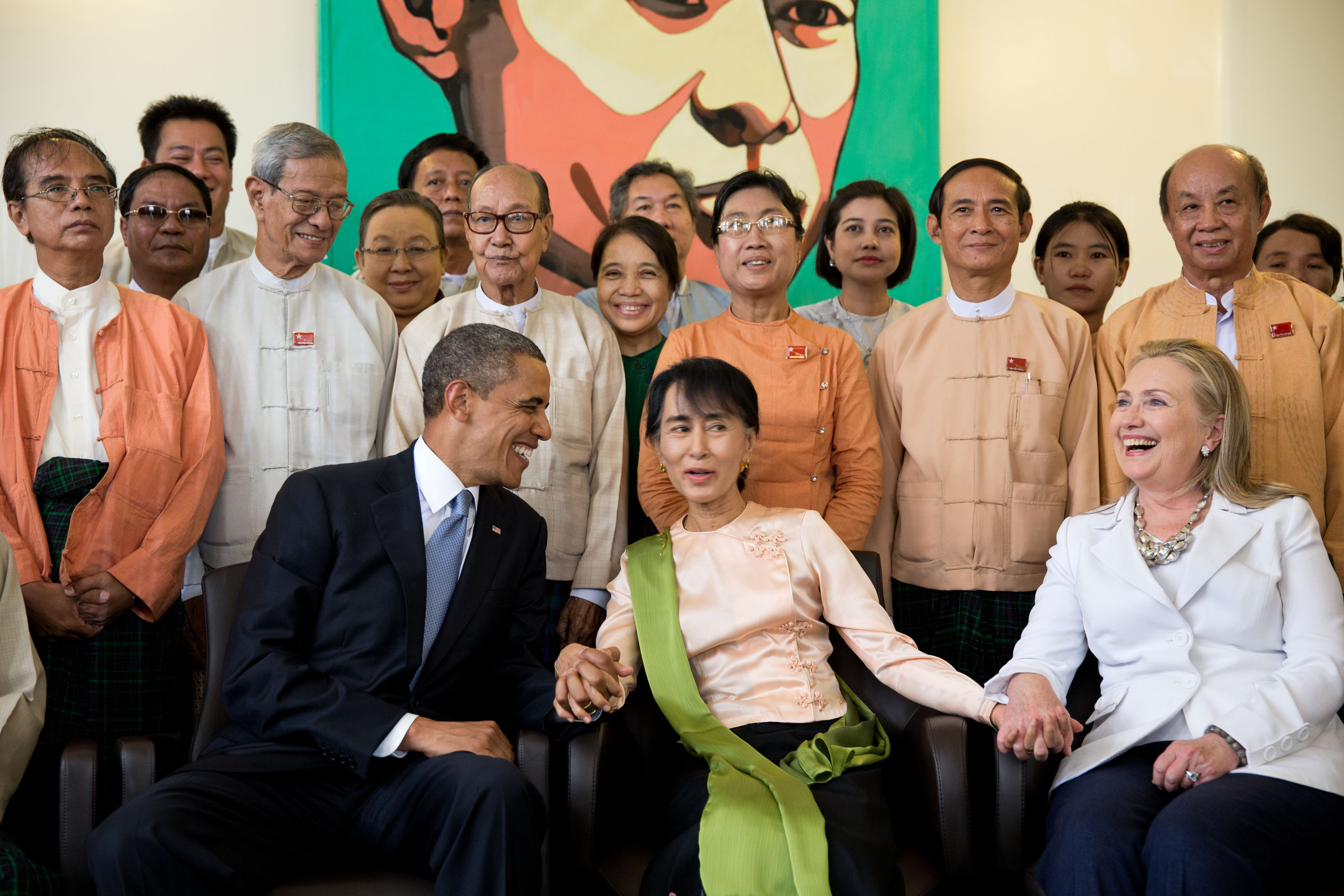
Barack Obama a Hillary Clintonová s Aun Schan Su Ťij v jejím domě v Rangúnu

Z domácího vězení byla propuštěna v červenci 1995. Bylo jí také dáno jasně najevo, že pokud opustí zemi, aby navštívila svoji rodinu v Anglii, nebude jí povolen návrat. Aun Schan Su Ťij zůstala v Myanmaru a už se nikdy neviděla se svým manželem, který zemřel v roce 1999.
Opakovaně jí bylo znemožněno setkat se s přívrženci své strany a v září 2000 na ní bylo znovu uvaleno domácí vězení. Po sérii vyjednávání vedených Organizací spojených národů (OSN) byla propuštěna 6. května 2002 . Vládní mluvčí řekl, že Aun Schan Su Ťij má svobodu pohybu, „protože jsme přesvědčeni, že můžeme jeden druhému věřit“. Aun Schan Su Ťij prohlásila, že nastává „nový úsvit pro naši zemi“.
Od května 2003 byla opět internována v Rangúnu, kde žila v částečné izolaci pod dozorem vojenské junty. Po vládním režimem nepovolené návštěvě Američana Johna Yettowa jí bylo domácí vězení v srpnu 2009 prodlouženo o dalších 18 měsíců. 13. listopadu 2010 byla propuštěna z domácího vězení.
V roce 2013 jako host konference Forum 2000 navštívila Českou republiku. Su Ťij tehdy připomněla své přátelství s Václavem Havlem: „Není lepších přátel než těch, se kterými sdílíme stejné hodnoty. I my v Barmě jsme byli s bývalým prezidentem Václavem Havlem hladoví po demokracii a lidských právech, a tak jsme se stali přáteli napříč oceány a kontinenty.“
V listopadu 2015 Su Ťij vyhrála volby a stala se neoficiální hlavou státu. V září 2017 Aun Schan Su Ťij obhajovala postup myanmarské armády, která prováděla etnické čistky vůči muslimské menšině Rohingů. Podle Su Ťij se jednalo o protiteroristickou operaci.
Podle zprávy vyšetřovatelů OSN z roku 2018 došlo v Myanmaru ke genocidě muslimů, ke které přispěla i Su Ťijina vláda.
Dne 3. června 2019 se Su Ťij setkala v Praze s českým premiérem Andrejem Babišem, se kterým jednala o posílení spolupráce mezi Českou republikou a Myanmarem. Babiš ocenil její úsilí o demokratizaci Myanmaru.
Dne 1. února 2021 byla společně s prezidentem Win Myinem zadržena armádou po údajné manipulaci listopadových parlamentních voleb, ve kterých s Národní ligou pro demokracii vyhrála. Dle armády doprovázely volby rozsáhlé podvody a žádala po volební komisi revizi výsledků voleb, což komise odmítla. Zároveň byl se zadržením Su Ťij vyhlášen v zemi výjimečný stav na dobu jednoho roku. Soud ji odsoudil (stejně jako prezidenta) ke čtyřem letům vězení, vůdce vojenské junty trest na začátku prosince snížil na dva roky. 